# Funitel

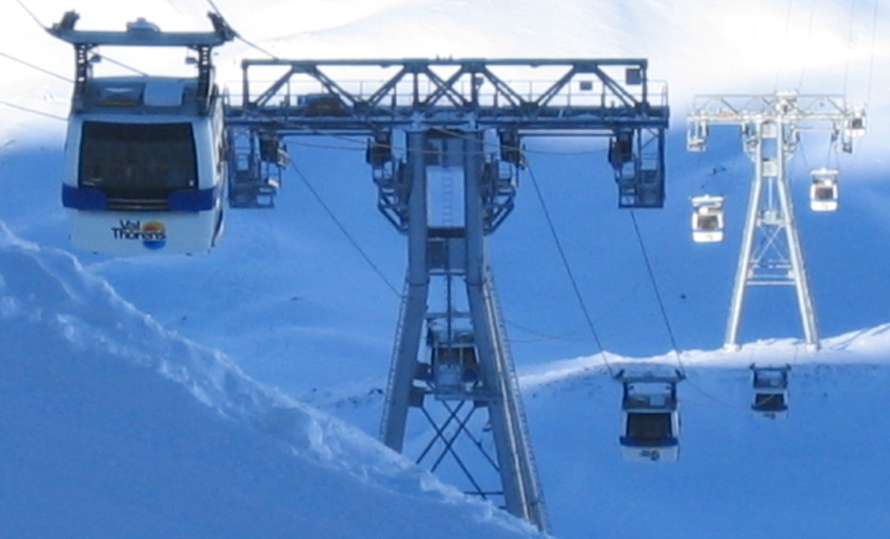
Funitel Grand Fond i franska Val Thorens (2006).

Funitel är en typ av linbana, gondolbana, generellt för transport av utförsåkare och kategoriseras således som skidlift uppfunnen omkring år 1990. Den höga drifthastigheten ger en snabb lifttransport uppför bergen, och liksom andra gondolbanor behöver passagerarna ta av sig skidorna/brädorna inför färden. Vissa av banorna saknar helt sittplatser i gondolerna, medan de längre transporterna vanligen har både sitt- och ståplatser. Benämningen kan kombineras mellan förlederna i franskans funiculaire (bergbana) och télephèrique (kabinbana). För andra användningsområden finns i Bratislava en funitel sedan 2002 som transporterar upp till 67 nytillverkade Volkswagen-bilar per timme cirka 450 meter från fabriken till testbanan.

## Drift och teknik
Till skillnad mot standardiserade gondolbanor drivs funiteler med till synes två dragvajrar som är parallellt fästa med normalt 3,2 meter brett avstånd mellan varandra. I själva verket är det en och samma vajer som är ansluten till hela systemet i en eller två öglor, och rörs i två olika riktningar längs liftgatan. Funitel-gondolerna hänger i två pendelarmar och har fyra klämmor (medan standardiserade gondolbanor har bara en av varje) fästa på vajersystemet. Liksom funiforer skall funiteler på så vis kunna hålla stabiliteten för drift vid vindstyrkor på upp till 100 km/h (~ 30 m/s). Stolparna är konstruerade med dubbla rullställ på vardera sida/riktning.
Funitelen har samma kopplingsbara drivfunktion som de flesta standardiserade gondolbanor (och kopplingsbar stollift) men drivs oftast med en ännu högre hastighet (omkring 7 m/s), och gondolerna är utplacerade med ett större mellanrum (åtminstone cirka 150 meter). Dess gondoler rymmer vanligen 20–30 personer, men finns också en sällsynt lite större variant som rymmer 33–40 (världens största exemplar 75) pers/gondol och kallas Funitel JigBack. Funitelen är sett till liftkapacitet den effektivaste gondollifttypen, då vissa installationer uppnår cirka 4 000 pers/tim.

## DMC
Den franskuppfunna lifttypen DMC (Double Monocâble Creissels eller Double MonoCâble) kan ses som föregångare till funitel; den finns i betydligt färre exemplar och tillverkades enbart under 1980-talet. Denna typ har ett liknande parallellt dragvajersystem, men tätare isär och en annan skillnad är att gondolerna är enarmade. Dess gondoler rymmer 16–25 personer, men till skillnad mot funitelens är de rundare till formen. DMC-banor har därmed vissa likheter även med 2S-banor.